# برنهارد أسموس
كان بيرنهاردت بورغاردت أسموس (حوالي 1855 - مجهول الهوية) مزور طوابع ألماني يعمل في لندن. أصله من هامبورغ في ألمانيا.

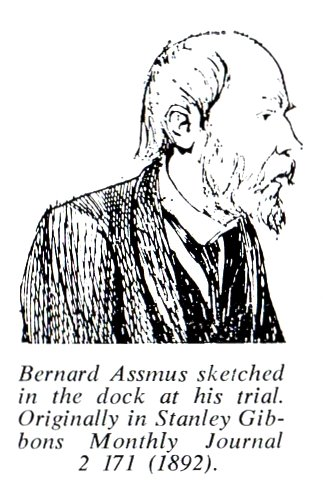
صورة المزيف أسموس في قفص الاتهام

فُضح أمره بعد أن اشترى موريس جويلَب منهُ طوابع رسمية مزورة من نوع بيني بلاك VR الرسمي في أغسطس 1890. رافق جويلَب الشرطة في زيارة إلى مقر أسموس في 12 شارع تشيرش، إزلنجتون، وساعدهم في مركز شرطة شارع فاين في فرز المواد المضبوطة.

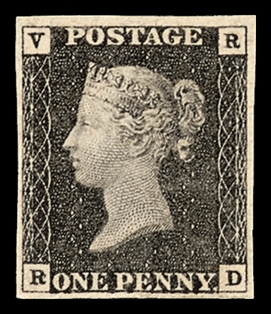
طابع بريد بيني بلاك VR الرسمي

أُدين بالاحتيال عام 1892.